# Ligue C de la Ligue des nations féminine de l'UEFA 2023-2024
 (novembre 2023).
Navigation
Ligue C 2025-2026
La Ligue C de la Ligue des nations féminine 2023-2024 est la troisième division de la Ligue des nations 2023-2024, première édition d'une compétition impliquant les équipes nationales féminines des 51 associations membres de l'UEFA.

## Format
La Ligue C se compose des associations classées de la trente-troisième à la cinquante-et-unième place au Coefficient UEFA des nations, et se divise en quatre groupes de quatre équipes et en un groupe de trois équipes.

### Qualifications pour l'Euro 2025
Les équipes classées premières de chaque groupe sont promues en Ligue B, tandis que les trois meilleures équipes classées deuxièmes en groupe disputent les matchs de promotion contre les trois meilleures équipes classées troisième en groupe de la Ligue B.

### Tirage au sort
Les équipes sont attribuées à la Ligue C en fonction de leur coefficient UEFA à l'issue de la phase de groupes des Éliminatoires de la Coupe du monde féminine de football 2023 le 7 septembre 2022. Elles sont réparties en quatre chapeaux de quatre équipes, placées selon leur coefficient UEFA.
Le tirage au sort de la phase de ligue a lieu à Nyon, le 2 mai 2023.
Les restrictions suivantes sont appliquées avec l'assistance informatique :
- Raisons politiques : Pour des raisons politiques, les matches entre les paires d'équipes suivantes sont considérés comme des affrontements interdits :
  - Azerbaïdjan - Arménie

- Raisons climatiques : Un maximum de deux équipes dont les sites sont identifiés comme présentant un risque élevé ou moyen de conditions hivernales rigoureuses peuvent être placées dans chaque groupe :
  - Estonie - Lituanie
  - Estonie - Lettonie
  - Estonie - Îles Féroé
  - Lituanie - Îles Féroé
  - Lettonie - Îles Féroé

- Raisons géographiques : Un maximum d'une paire d'équipes identifiées avec une distance de déplacement excessive par rapport à d'autres pays peut être placée dans chaque groupe :
  - Malte - Kazakhstan
  - Kazakhstan - Îles Féroé
  - Kazakhstan - Andorre

Les équipes sont placées dans les chapeaux servant au tirage en suivant le Coefficient UEFA de septembre 2022.
| Équipe            | Coeff  | Classement |
| ----------------- | ------ | ---------- |
| Malte             | 16.021 | 34         |
| Israël            | 15.543 | 35         |
| Azerbaïdjan       | 14.876 | 36         |
| Turquie           | 14.865 | 37         |
| Macédoine du Nord | 14.483 | 38         |

| Équipe     | Coeff  | Classement |
| ---------- | ------ | ---------- |
| Kosovo     | 14.226 | 39         |
| Monténégro | 12.668 | 40         |
| Luxembourg | 12.051 | 41         |
| Estonie    | 9.750  | 42         |
| Moldavie   | 9.654  | 43         |

| Équipe     | Coeff | Classement |
| ---------- | ----- | ---------- |
| Lituanie   | 9.649 | 44         |
| Kazakhstan | 8.662 | 45         |
| Lettonie   | 8.543 | 46         |
| Bulgarie   | 8.200 | 47         |
| Chypre     | 8.032 | 48         |

| Équipe     | Coeff | Classement |
| ---------- | ----- | ---------- |
| Îles Féroé | 7.020 | 49         |
| Géorgie    | 6.977 | 50         |
| Arménie    | 6.500 | 51         |
| Andorre    | 1.958 | 52         |

## Groupes
Légende des classements
- Promu en Ligue B
- Barrages de promotion

### Groupe 1
| Rang | Équipe   | Pts | J | G | N | P | Bp | Bc | Diff |  | Résultats (▼ dom., ► ext.) |     |     |     |     |
| ---- | -------- | --- | - | - | - | - | -- | -- | ---- |  | -------------------------- | --- | --- | --- | --- |
| 1    | Malte    | 16  | 6 | 5 | 1 | 0 | 13 | 1  | +12  |  | Malte                      |     | 2-1 | 5-0 | 2-0 |
| 2    | Lettonie | 10  | 6 | 3 | 1 | 2 | 17 | 6  | +11  |  | Lettonie                   | 0-1 |     | 4-0 | 5-0 |
| 3    | Andorre  | 4   | 6 | 1 | 1 | 4 | 2  | 17 | -15  |  | Andorre                    | 0-3 | 0-4 |     | 0-0 |
| 4    | Moldavie | 3   | 6 | 0 | 3 | 3 | 4  | 12 | -8   |  | Moldavie                   | 0-0 | 3-3 | 1-2 |     |

| 1re journée                     | Lettonie                | 0 - 1   | Malte                   | Stade Sloka, Jūrmala                         |                                              |
| 22 septembre 2023 15h30 (16h30) |                         | (0 - 0) | 83e Bugeja (Cuschieri ) | Spectateurs : 311 Arbitrage : Jana Van Laere | Spectateurs : 311 Arbitrage : Jana Van Laere |
| 22 septembre 2023 15h30 (16h30) | Flakse 3e · Suvitra 63e | Rapport | 41e S. Zammit           | Spectateurs : 311 Arbitrage : Jana Van Laere | Spectateurs : 311 Arbitrage : Jana Van Laere |

| 22 septembre 2023 | Moldavie                    | 1 - 2   | Andorre                              | Complexul Sportiv Raional, Orhei             |                                              |
| 17h00 (18h00)     | Topal 17e                   | (1 - 1) | 28e Muelas · 77e Del Barco (Muelas ) | Spectateurs : 200 Arbitrage : Marina Zechner | Spectateurs : 200 Arbitrage : Marina Zechner |
| 17h00 (18h00)     | Colesnicenco 27e · Toma 48e | Rapport |                                      | Spectateurs : 200 Arbitrage : Marina Zechner | Spectateurs : 200 Arbitrage : Marina Zechner |

| 2e journée              | Andorre                             | 0 - 4   | Lettonie                                                                                   | Estadi Nacional, Andorre-la-Vieille              |                                                  |
| 26 septembre 2023 19h00 |                                     | (0 - 4) | 15e Miksone · 26e Miksone (Ševcova ) · 36e Zaičikova (Miksone ) · 45+4e Miksone (Ševcova ) | Spectateurs : 813 Arbitrage : Nanna Løf Andersen | Spectateurs : 813 Arbitrage : Nanna Løf Andersen |
| 26 septembre 2023 19h00 | Paula Marques 45+1e · Da Cruz 45+3e | Rapport | 45e Ševcova · 65e Garanča                                                                  | Spectateurs : 813 Arbitrage : Nanna Løf Andersen | Spectateurs : 813 Arbitrage : Nanna Løf Andersen |

| 26 septembre 2023 | Malte                           | 2 - 0   | Moldavie                                       | Stade du Centenaire, Ta'Qali                    |                                                 |
| 20h00             | ( Borg) Bugeja 46e · Bugeja 58e | (2 - 0) |                                                | Spectateurs : 674 Arbitrage : Michaela Pachtova | Spectateurs : 674 Arbitrage : Michaela Pachtova |
| 20h00             | E. Xuereb 52e · Borg 90+1e      | Rapport | 45+4e Cernitu · 54e Sivolobova · 77e Bădiceanu | Spectateurs : 674 Arbitrage : Michaela Pachtova | Spectateurs : 674 Arbitrage : Michaela Pachtova |

| 3e journée                    | Lettonie | 5 - 0   | Moldavie                                  | Centre olympique de Zemgale, Jelgava         |                                              |
| 27 octobre 2023 13h30 (14h30) | ( Miksone) Suvitra 34e · ( Ševcova) Suvitra 39e · Ševcova 64e · ( Zaičikova) Poļuhoviča 74e · ( Ševcova) Poļuhoviča 76e | (2 - 0) |                                           | Spectateurs : 137 Arbitrage : Eirini Pingiou | Spectateurs : 137 Arbitrage : Eirini Pingiou |
| 27 octobre 2023 13h30 (14h30) | | Rapport | 22e Sivolobova · 71e Chiper · 77e Cerescu | Spectateurs : 137 Arbitrage : Eirini Pingiou | Spectateurs : 137 Arbitrage : Eirini Pingiou |

| 27 octobre 2023 | Malte | 5 - 0   | Andorre | Stade du Centenaire, Ta'Qali                 |                                              |
| 20h00           | ( Said) Bugeja 17e · ( Said) S. Farrugia 23e · ( Cuschieri) Bugeja 46e · ( Cuschieri) M. Farrugia 74e · Cuschieri 77e | (2 - 0) |         | Spectateurs : 682 Arbitrage : Meliz Özçiğdem | Spectateurs : 682 Arbitrage : Meliz Özçiğdem |
| 20h00           | | Rapport | 39e Sin | Spectateurs : 682 Arbitrage : Meliz Özçiğdem | Spectateurs : 682 Arbitrage : Meliz Özçiğdem |

| 4e journée                    | Moldavie                                                                | 3 - 3   | Lettonie                                                                   | Stade Zimbru, Chișinău                                |                                                       |
| 31 octobre 2023 17h00 (18h00) | ( Cojuhari) Guțu 29e · ( Guțu) Colesnicenco 53e · ( Țabur) Cojuhari 78e | (1 - 0) | 50e Miksone (Zaičikova ) · 90+1e (pen.) Miksone · 90+6e Voitāne (Ševcova ) | Spectateurs : 300 Arbitrage : Frederikke Lydia Søkjær | Spectateurs : 300 Arbitrage : Frederikke Lydia Søkjær |
| 31 octobre 2023 17h00 (18h00) | Guțu 15e · Mardari 49e, 82e                                             | Rapport | 10e Suvitra · 21e Flakse · 74e Garanča · 78e Miksone                       | Spectateurs : 300 Arbitrage : Frederikke Lydia Søkjær | Spectateurs : 300 Arbitrage : Frederikke Lydia Søkjær |

| 31 octobre 2023 | Andorre                   | 0 - 3   | Malte                                                                   | Estadi Nacional, Andorre-la-Vieille          |                                              |
| 19h00           |                           | (0 - 3) | 36e Bugeja (Cuschieri ) · 40e Bugeja (M. Farrugia ) · 43e (pen.) Bugeja | Spectateurs : 603 Arbitrage : Sofik Torosyan | Spectateurs : 603 Arbitrage : Sofik Torosyan |
| 19h00           | Vázquez 42e · Da Cruz 57e | Rapport | 53e Cuschieri                                                           | Spectateurs : 603 Arbitrage : Sofik Torosyan | Spectateurs : 603 Arbitrage : Sofik Torosyan |

| 5e journée                      | Lettonie                                                                                  | 4 - 0   | Andorre   | LNK Sporta Parks, Riga                         |                                                |
| 1er décembre 2023 12h00 (13h00) | Ševcova 42e · ( Gornela) Ševcova 45e · ( Miksone) Ševcova 47e · ( Ševcova) Poļuhoviča 68e | (2 - 0) |           | Spectateurs : 69 Arbitrage : Silvia Gasperotti | Spectateurs : 69 Arbitrage : Silvia Gasperotti |
| 1er décembre 2023 12h00 (13h00) | Treimane 45+3e · Valaka 52e                                                               | Rapport | 80e Rosas | Spectateurs : 69 Arbitrage : Silvia Gasperotti | Spectateurs : 69 Arbitrage : Silvia Gasperotti |

| 1er décembre 2023 | Moldavie                                | 0 - 0   | Malte | Stade Zimbru, Chișinău                        |                                               |
| 15h00 (16h00)     |                                         |         |       | Spectateurs : 353 Arbitrage : Louise Thompson | Spectateurs : 353 Arbitrage : Louise Thompson |
| 15h00 (16h00)     | Guțu 42e, 81e · Vîrlan 49e · Chiper 86e | Rapport |       | Spectateurs : 353 Arbitrage : Louise Thompson | Spectateurs : 353 Arbitrage : Louise Thompson |

| 6e journée            | Malte                                                  | 2 - 1   | Lettonie                                               | Stade du Centenaire, Ta'Qali              |                                           |
| 5 décembre 2023 16h00 | ( Cuschieri) Willis 58e · ( Cuschieri) M. Farrugia 73e | (0 - 0) | 50e (pen.) Miksone                                     | Spectateurs : 156 Arbitrage : Rita Vehapi | Spectateurs : 156 Arbitrage : Rita Vehapi |
| 5 décembre 2023 16h00 |                                                        | Rapport | 38e Zaičikova · 61e Miksone · 62e Valaka · 87e Gornela | Spectateurs : 156 Arbitrage : Rita Vehapi | Spectateurs : 156 Arbitrage : Rita Vehapi |

| 5 décembre 2023 | Andorre                      | 0 - 0   | Moldavie                                                                      | Estadi Nacional, Andorre-la-Vieille               |                                                   |
| 16h00           |                              |         |                                                                               | Spectateurs : 1 008 Arbitrage : Ioanna Allayiotou | Spectateurs : 1 008 Arbitrage : Ioanna Allayiotou |
| 16h00           | Gonçalves 42e · Armengol 74e | Rapport | 37e Cojuhari · 56e Cernitu · 76e Sivolobova · 82e Coceanovschi · 88e Musteață | Spectateurs : 1 008 Arbitrage : Ioanna Allayiotou | Spectateurs : 1 008 Arbitrage : Ioanna Allayiotou |

### Groupe 2
| Rang | Équipe     | Pts | J | G | N | P | Bp | Bc | Diff |  | Résultats (▼ dom., ► ext.) |     |     |     |     |
| ---- | ---------- | --- | - | - | - | - | -- | -- | ---- |  | -------------------------- | --- | --- | --- | --- |
| 1    | Turquie    | 18  | 6 | 6 | 0 | 0 | 16 | 0  | +16  |  | Turquie                    |     | 2-0 | 1-0 | 2-0 |
| 2    | Lituanie   | 5   | 6 | 1 | 2 | 3 | 4  | 9  | -5   |  | Lituanie                   | 0-4 |     | 0-2 | 0-0 |
| 3    | Luxembourg | 5   | 6 | 1 | 2 | 3 | 6  | 11 | -5   |  | Luxembourg                 | 0-4 | 1-1 |     | 1-1 |
| 4    | Géorgie    | 5   | 6 | 1 | 2 | 3 | 5  | 11 | -6   |  | Géorgie                    | 0-3 | 0-3 | 4-2 |     |

| 1re journée                     | Lituanie | 0 - 2   | Luxembourg                                  | Stade central de Jonava, Jonava            |                                            |
| 22 septembre 2023 16h00 (17h00) |          | (0 - 2) | 8e Thompson (Estevez ) · 15e (pen.) Estevez | Spectateurs : 470 Arbitrage : Lotta Vuorio | Spectateurs : 470 Arbitrage : Lotta Vuorio |
| 22 septembre 2023 16h00 (17h00) |          | Rapport | 69e Machado · 76e Lourenco Magalhães        | Spectateurs : 470 Arbitrage : Lotta Vuorio | Spectateurs : 470 Arbitrage : Lotta Vuorio |

| 22 septembre 2023 | Géorgie                                      | 0 - 3   | Turquie                                                       | Stade Mikheil-Meskhi, Tbilissi              |                                             |
| 16h00 (18h00)     |                                              | (0 - 2) | 5e Cin (Civelek ) · 41e Sadıkoğlu (Keskin ) · 71e Uraz (Hız ) | Spectateurs : 800 Arbitrage : Audrey Gerbel | Spectateurs : 800 Arbitrage : Audrey Gerbel |
| 16h00 (18h00)     | Danelia 15e · Bakradze 46e · Cheminava 90+2e | Rapport | 78e Arhan                                                     | Spectateurs : 800 Arbitrage : Audrey Gerbel | Spectateurs : 800 Arbitrage : Audrey Gerbel |

| 2e journée                      | Turquie                     | 2 - 0   | Lituanie                       | Stade Atatürk d'Elazığ, Elazığ              |                                             |
| 26 septembre 2023 17h00 (18h00) | Sadıkoğlu 29e · Civelek 85e | (1 - 0) |                                | Spectateurs : 6 700 Arbitrage : Rita Vehapi | Spectateurs : 6 700 Arbitrage : Rita Vehapi |
| 26 septembre 2023 17h00 (18h00) |                             | Rapport | 26e Liužinaitė · 36e Jonusaité | Spectateurs : 6 700 Arbitrage : Rita Vehapi | Spectateurs : 6 700 Arbitrage : Rita Vehapi |

| 26 septembre 2023 | Luxembourg                                                            | 1 - 1   | Géorgie                             | Stade Émile-Mayrisch, Esch-sur-Alzette       |                                              |
| 19h30             | ( Lourenco Magalhães) Estevez 34e                                     | (1 - 1) | 27e Cheminava                       | Spectateurs : 546 Arbitrage : Eirini Pingiou | Spectateurs : 546 Arbitrage : Eirini Pingiou |
| 19h30             | L. Schmit 26e · C. Schmit 62e · Kremer 73e · Lourenco Magalhães 90+4e | Rapport | 17e Pasikashvili · 51e Kadagishvili | Spectateurs : 546 Arbitrage : Eirini Pingiou | Spectateurs : 546 Arbitrage : Eirini Pingiou |

| 3e journée                    | Lituanie                     | 0 - 0   | Géorgie                       | Stade LFF, Vilnius                       |                                          |
| 27 octobre 2023 16h00 (17h00) |                              |         |                               | Spectateurs : 83 Arbitrage : Zoe Stavrou | Spectateurs : 83 Arbitrage : Zoe Stavrou |
| 27 octobre 2023 16h00 (17h00) | Jonusaité 41e · Potapova 71e | Rapport | 80e Bakradze · 90+1e Gasviani | Spectateurs : 83 Arbitrage : Zoe Stavrou | Spectateurs : 83 Arbitrage : Zoe Stavrou |

| 27 octobre 2023 | Luxembourg                | 0 - 4   | Turquie                                                                                    | Stade Émile-Mayrisch, Esch-sur-Alzette        |                                               |
| 19h30           |                           | (0 - 2) | 21e Sadıkoğlu (Özev ) · 45+2e Sadıkoğlu (Cin ) · 52e (pen.) Topçu · 84e Karabulut (Şeker ) | Spectateurs : 686 Arbitrage : Miriama Bočková | Spectateurs : 686 Arbitrage : Miriama Bočková |
| 19h30           | Machado 24e · Estevez 39e | Rapport |                                                                                            | Spectateurs : 686 Arbitrage : Miriama Bočková | Spectateurs : 686 Arbitrage : Miriama Bočková |

| 4e journée                    | Géorgie | 0 - 3   | Lituanie                                                                          | Stade Mikheil-Meskhi, Tbilissi                   |                                                  |
| 31 octobre 2023 14h00 (17h00) |         | (0 - 1) | 21e Griksaité · 58e Vaitukaitytė (Liužinaitė ) · 90+3e Giržutaitė (Romanovskaja ) | Spectateurs : 793 Arbitrage : Cristina Trandafir | Spectateurs : 793 Arbitrage : Cristina Trandafir |
| 31 octobre 2023 14h00 (17h00) |         | Rapport | 84e Mikutaitė · 88e Romanovskaja                                                  | Spectateurs : 793 Arbitrage : Cristina Trandafir | Spectateurs : 793 Arbitrage : Cristina Trandafir |

| 31 octobre 2023 | Turquie               | 1 - 0   | Luxembourg | Stade de Çorum, Çorum                              |                                                    |
| 17h00 (19h00)   | ( Uraz) Sadıkoğlu 14e | (1 - 0) |            | Spectateurs : 12 310 Arbitrage : Maral Mirzai Beni | Spectateurs : 12 310 Arbitrage : Maral Mirzai Beni |
| 17h00 (19h00)   | Karagenç 73e          | Rapport |            | Spectateurs : 12 310 Arbitrage : Maral Mirzai Beni | Spectateurs : 12 310 Arbitrage : Maral Mirzai Beni |

| 5e journée                      | Géorgie                                                                                 | 4 - 2   | Luxembourg                                       | Stade Mikheil-Meskhi, Tbilissi          |                                         |
| 1er décembre 2023 14h00 (17h00) | Bakradze 66e · ( Kalandadze) Chkonia 79e · Bukhrikidze 86e · ( Bolkvadze) Danelia 90+7e | (0 - 2) | 19e Machado (Marques ) · 26e Thompson (Estevez ) | Spectateurs : 375 Arbitrage : Lisa Benn | Spectateurs : 375 Arbitrage : Lisa Benn |
| 1er décembre 2023 14h00 (17h00) | Gasviani 18e · Matveeva 38e · Bakradze 58e · Pasikashvili 90e · Bukhrikidze 90+5e       | Rapport | 51e Dos Santos · 90+9e Lourenco Magalhães        | Spectateurs : 375 Arbitrage : Lisa Benn | Spectateurs : 375 Arbitrage : Lisa Benn |

| 1er décembre 2023 | Lituanie         | 0 - 4   | Turquie                                                                                    | Stade LFF, Vilnius                         |                                            |
| 16h00 (17h00)     |                  | (0 - 2) | 10e Hız (Topçu ) · 20e Uraz (Özev ) · 53e (csc) Neverdauskaitė (Civelek ) · 89e Çal (Cin ) | Spectateurs : 50 Arbitrage : Olivia Tschon | Spectateurs : 50 Arbitrage : Olivia Tschon |
| 16h00 (17h00)     | Petravičienė 19e | Rapport |                                                                                            | Spectateurs : 50 Arbitrage : Olivia Tschon | Spectateurs : 50 Arbitrage : Olivia Tschon |

| 6e journée            | Luxembourg                               | 1 - 1   | Lituanie                               | Stade municipal de Differdange, Differdange       |                                                   |
| 5 décembre 2023 16h00 | ( Soares Marques) Lourenco Magalhães 34e | (1 - 0) | 86e Giržutaitė                         | Spectateurs : 283 Arbitrage : Franziska Wildfeuer | Spectateurs : 283 Arbitrage : Franziska Wildfeuer |
| 5 décembre 2023 16h00 | L. Schmit 56e · Albert 62e               | Rapport | 40e, 56e Sarkanaitė · 75e Vaitukaitytė | Spectateurs : 283 Arbitrage : Franziska Wildfeuer | Spectateurs : 283 Arbitrage : Franziska Wildfeuer |

| 5 décembre 2023 | Turquie                                    | 2 - 0   | Géorgie | Stade olympique de Mersin, Mersin                  |                                                    |
| 16h00 (18h00)   | ( Sadıkoğlu) Hız 26e · ( Çal) Türkoğlu 41e | (2 - 0) |         | Spectateurs : 4 837 Arbitrage : Jelena Jermolajeva | Spectateurs : 4 837 Arbitrage : Jelena Jermolajeva |
| 16h00 (18h00)   | Çal 80e                                    | Rapport |         | Spectateurs : 4 837 Arbitrage : Jelena Jermolajeva | Spectateurs : 4 837 Arbitrage : Jelena Jermolajeva |

### Groupe 3
| Rang | Équipe      | Pts | J | G | N | P | Bp | Bc | Diff |  | Résultats (▼ dom., ► ext.) |     |     |     |     |
| ---- | ----------- | --- | - | - | - | - | -- | -- | ---- |  | -------------------------- | --- | --- | --- | --- |
| 1    | Azerbaïdjan | 16  | 6 | 5 | 1 | 0 | 9  | 2  | +7   |  | Azerbaïdjan                |     | 3-0 | 1-1 | 1-0 |
| 2    | Monténégro  | 12  | 6 | 4 | 0 | 2 | 14 | 4  | +10  |  | Monténégro                 | 0-1 |     | 2-0 | 9-0 |
| 3    | Chypre      | 7   | 6 | 2 | 1 | 3 | 3  | 6  | -3   |  | Chypre                     | 0-1 | 0-2 |     | 1-0 |
| 4    | Îles Féroé  | 0   | 6 | 0 | 0 | 6 | 1  | 15 | -14  |  | Îles Féroé                 | 1-2 | 0-1 | 0-1 |     |

| 1re journée                     | Azerbaïdjan                                                                       | 1 - 1   | Chypre                                           | Dalga Arena, Bakou                          |                                             |
| 22 septembre 2023 15h00 (17h00) | Jafarzade 46e                                                                     | (0 - 0) | 66e Aristodimou (E. Panayiotou )                 | Spectateurs : 165 Arbitrage : Elena Gobjila | Spectateurs : 165 Arbitrage : Elena Gobjila |
| 22 septembre 2023 15h00 (17h00) | Ahmadova 34e · Mammadova 45+1e · Mirzaliyeva 77e · Mahsimova 90+1e · Bozdağ 90+4e | Rapport | 45e A. Michail · 49e Georgiou · 90+4e E. Michail | Spectateurs : 165 Arbitrage : Elena Gobjila | Spectateurs : 165 Arbitrage : Elena Gobjila |

| 22 septembre 2023 | Îles Féroé | 0 - 1   | Monténégro          | Tórsvøllur, Tórshavn                            |                                                 |
| 19h00 (18h00)     |            | (0 - 1) | 21e Kuč (Tošković ) | Spectateurs : 963 Arbitrage : Briet Bragadottir | Spectateurs : 963 Arbitrage : Briet Bragadottir |
| 19h00 (18h00)     |            | Rapport | 74e Đoković         | Spectateurs : 963 Arbitrage : Briet Bragadottir | Spectateurs : 963 Arbitrage : Briet Bragadottir |

| 2e journée              | Monténégro    | 0 - 1   | Azerbaïdjan | DG Arena, Podgorica                             |                                                 |
| 26 septembre 2023 18h00 |               | (0 - 0) | 84e Parlak  | Spectateurs : 250 Arbitrage : Maral Mirzai Beni | Spectateurs : 250 Arbitrage : Maral Mirzai Beni |
| 26 septembre 2023 18h00 | Šaranović 82e | Rapport | 42e Bozdağ  | Spectateurs : 250 Arbitrage : Maral Mirzai Beni | Spectateurs : 250 Arbitrage : Maral Mirzai Beni |

| 26 septembre 2023 | Chypre                          | 1 - 0   | Îles Féroé                              | Stade Dhasaki-Achnas, Akhna                       |                                                   |
| 18h00 (19h00)     | Violari 65e                     | (0 - 0) |                                         | Spectateurs : 220 Arbitrage : Maika Vanderstichel | Spectateurs : 220 Arbitrage : Maika Vanderstichel |
| 18h00 (19h00)     | A. Michail 62e · Georgiou 90+4e | Rapport | 20e Tórolvsdóttir · 50e, 85e Johannesen | Spectateurs : 220 Arbitrage : Maika Vanderstichel | Spectateurs : 220 Arbitrage : Maika Vanderstichel |

| 3e journée                    | Îles Féroé                  | 1 - 2   | Azerbaïdjan                                  | Við Djúpumýrar, Klaksvík                         |                                                  |
| 27 octobre 2023 15h00 (14h00) | ( Joensen) Christiansen 83e | (0 - 1) | 30e Bakarandze · 50e Mollayeva (Bakarandze ) | Spectateurs : 430 Arbitrage : Jelena Jermolajeva | Spectateurs : 430 Arbitrage : Jelena Jermolajeva |
| 27 octobre 2023 15h00 (14h00) |                             | Rapport | 45+1e Mollayeva                              | Spectateurs : 430 Arbitrage : Jelena Jermolajeva | Spectateurs : 430 Arbitrage : Jelena Jermolajeva |

| 27 octobre 2023 | Chypre                                                          | 0 - 2   | Monténégro                                      | Stade Dhasaki-Achnas, Akhna                  |                                              |
| 17h00 (18h00)   |                                                                 | (0 - 1) | 22e Kuč (Bulatović ) · 73e Šaranović (Đoković ) | Spectateurs : 200 Arbitrage : Kateryna Usova | Spectateurs : 200 Arbitrage : Kateryna Usova |
| 17h00 (18h00)   | Papadopoulou 41e · Siakalli 66e · Aristodimou 84e · Savva 90+2e | Rapport | 12e Popović                                     | Spectateurs : 200 Arbitrage : Kateryna Usova | Spectateurs : 200 Arbitrage : Kateryna Usova |

| 4e journée                    | Azerbaïdjan                                                    | 3 - 0   | Monténégro                    | Dalga Arena, Bakou                                |                                                   |
| 31 octobre 2023 13h00 (16h00) | ( Açar) Mollayeva 58e · ( Mahsimova) Parlak 62e · Ahmadova 84e | (0 - 0) |                               | Spectateurs : 145 Arbitrage : Anastasiya Romanyuk | Spectateurs : 145 Arbitrage : Anastasiya Romanyuk |
| 31 octobre 2023 13h00 (16h00) | Mahsimova 25e · Jafarzade 30e                                  | Rapport | 16e Stanović · 90+4e Karličić | Spectateurs : 145 Arbitrage : Anastasiya Romanyuk | Spectateurs : 145 Arbitrage : Anastasiya Romanyuk |

| 31 octobre 2023 | Îles Féroé    | 0 - 1   | Chypre                          | Tórsvøllur, Tórshavn                         |                                              |
| 19h00 (18h00)   |               | (0 - 1) | 33e Violari                     | Spectateurs : 530 Arbitrage : Vivian Peeters | Spectateurs : 530 Arbitrage : Vivian Peeters |
| 19h00 (18h00)   | Mortensen 65e | Rapport | 67e E. Michail · 90+3e Siakalli | Spectateurs : 530 Arbitrage : Vivian Peeters | Spectateurs : 530 Arbitrage : Vivian Peeters |

| 5e journée              | Monténégro | 9 - 0   | Îles Féroé                 | Podgorica City Stadium, Podgorica           |                                             |
| 1er décembre 2023 13h00 | ( Kuč) Bulatović 8e · ( Karličić) Kuč 9e · Kuč 18e · Christiansen 55e (csc) · ( Đoković) Bulatović 63e · ( Vujadinović) Đoković 67e · Vujadinović 73e · ( Bulatović) Vujadinović 84e · Đoković 90+3e | (3 - 0) |                            | Spectateurs : 75 Arbitrage : Marina Zechner | Spectateurs : 75 Arbitrage : Marina Zechner |
| 1er décembre 2023 13h00 | | Rapport | 57e Sevdal · 69e Mortensen | Spectateurs : 75 Arbitrage : Marina Zechner | Spectateurs : 75 Arbitrage : Marina Zechner |

| 1er décembre 2023 | Chypre           | 0 - 1   | Azerbaïdjan                                      | Stade Alphamega, Limassol                       |                                                 |
| 18h00 (19h00)     |                  | (0 - 1) | 6e Mammadova (Mollayeva )                        | Spectateurs : 283 Arbitrage : Caroline Lanssens | Spectateurs : 283 Arbitrage : Caroline Lanssens |
| 18h00 (19h00)     | Papadopoulou 73e | Rapport | 25e, 87e Mollayeva · 47e Bozdağ · 88e Bakarandze | Spectateurs : 283 Arbitrage : Caroline Lanssens | Spectateurs : 283 Arbitrage : Caroline Lanssens |

| 6e journée            | Monténégro                           | 2 - 0   | Chypre       | DG Arena, Podgorica                          |                                              |
| 5 décembre 2023 16h00 | Bulatović 46e · ( Bulatović) Kuč 76e | (0 - 0) |              | Spectateurs : 90 Arbitrage : Teresa Oliveira | Spectateurs : 90 Arbitrage : Teresa Oliveira |
| 5 décembre 2023 16h00 | Sarić 10e · Šaranović 20e            | Rapport | 25e Siakalli | Spectateurs : 90 Arbitrage : Teresa Oliveira | Spectateurs : 90 Arbitrage : Teresa Oliveira |

| 5 décembre 2023 | Azerbaïdjan                 | 1 - 0   | Îles Féroé | Dalga Arena, Bakou                             |                                                |
| 16h00 (19h00)   | ( Ahmadova) Mirzaliyeva 68e | (0 - 0) |            | Spectateurs : 200 Arbitrage : Lovisa Johansson | Spectateurs : 200 Arbitrage : Lovisa Johansson |
| 16h00 (19h00)   | Rapport                     |         |            | Spectateurs : 200 Arbitrage : Lovisa Johansson | Spectateurs : 200 Arbitrage : Lovisa Johansson |

### Groupe 4
| Rang | Équipe     | Pts | J | G | N | P | Bp | Bc | Diff |  | Résultats (▼ dom., ► ext.) |     |     |     |     |
| ---- | ---------- | --- | - | - | - | - | -- | -- | ---- |  | -------------------------- | --- | --- | --- | --- |
| 1    | Israël     | 16  | 6 | 5 | 1 | 0 | 21 | 2  | +19  |  | Israël                     |     | 4-1 | 0-0 | 6-1 |
| 2    | Estonie    | 10  | 6 | 3 | 1 | 2 | 11 | 11 | 0    |  | Estonie                    | 0-5 |     | 0-0 | 5-1 |
| 3    | Kazakhstan | 8   | 6 | 2 | 2 | 2 | 6  | 5  | +1   |  | Kazakhstan                 | 0-2 | 0-1 |     | 4-1 |
| 4    | Arménie    | 0   | 6 | 0 | 0 | 6 | 5  | 25 | -20  |  | Arménie                    | 0-4 | 1-4 | 1-2 |     |

| 1re journée                     | Estonie | 0 - 0 | Kazakhstan | Stade Tamme de Tartu, Tartu                     |                                                 |
| 22 septembre 2023 17h00 (18h00) |         |       |            | Spectateurs : 334 Arbitrage : Caroline Lanssens | Spectateurs : 334 Arbitrage : Caroline Lanssens |
| 22 septembre 2023 17h00 (18h00) | Rapport |       |            | Spectateurs : 334 Arbitrage : Caroline Lanssens | Spectateurs : 334 Arbitrage : Caroline Lanssens |

| 2 décembre 2023 | Israël | 6 - 1   | Arménie                     | Stade Républicain Vazgen-Sargsian, Erevan        |                                                  |
| 12h00 (15h00)   | ( Selimhodzic) Almasri 22e · ( Selimhodzic) Karapetyan 33e (csc) · ( Selimhodzic) Beck 43e · ( Almasri) Avital 45e · Beck 59e · Selimhodzic 72e | (4 - 0) | 57e Dallakyan (Kazanchian ) | Spectateurs : 110 Arbitrage : Irena Velevačkoska | Spectateurs : 110 Arbitrage : Irena Velevačkoska |
| 12h00 (15h00)   | Avital 66e | Rapport | 5e Ghukasyan                | Spectateurs : 110 Arbitrage : Irena Velevačkoska | Spectateurs : 110 Arbitrage : Irena Velevačkoska |

| 2e journée                      | Arménie                 | 1 - 2   | Kazakhstan                                                       | Armavir Stadium, Armavir                    |                                             |
| 26 septembre 2023 14h00 (16h00) | ( Pizlova) Asatryan 54e | (0 - 1) | 27e Turlybekova (Karazhanova ) · 57e Orynbassarova (Gaistenova ) | Spectateurs : 350 Arbitrage : Vera Opeykina | Spectateurs : 350 Arbitrage : Vera Opeykina |
| 26 septembre 2023 14h00 (16h00) | Artin 54e               | Rapport | 90e Vlassova                                                     | Spectateurs : 350 Arbitrage : Vera Opeykina | Spectateurs : 350 Arbitrage : Vera Opeykina |

| 26 septembre 2023 | Estonie   | 0 - 5   | Israël                                                                                                | Stade Tamme de Tartu, Tartu             |                                         |
| 17h00 (18h00)     |           | (0 - 2) | 7e Sharabi (Beck ) · 17e Shtainshnaider · 60e Selimhodzic · 75e Kats (Sharabi ) · 90+2e Beck (Beard ) | Spectateurs : 337 Arbitrage : Lisa Benn | Spectateurs : 337 Arbitrage : Lisa Benn |
| 17h00 (18h00)     | Rosen 67e | Rapport | 62e Shtainshnaider                                                                                    | Spectateurs : 337 Arbitrage : Lisa Benn | Spectateurs : 337 Arbitrage : Lisa Benn |

| 3e journée                    | Arménie                  | 1 - 4   | Estonie                                                           | Stade Républicain Vazgen-Sargsian, Erevan  |                                            |
| 27 octobre 2023 17h30 (19h30) | ( Pizlova) Ghukasyan 70e | (0 - 1) | 25e Tammik (Saulep ) · 48e 60e Tammik · 64e Treiberg (Bannikova ) | Spectateurs : 120 Arbitrage : Lotta Vuorio | Spectateurs : 120 Arbitrage : Lotta Vuorio |
| 27 octobre 2023 17h30 (19h30) | Taylor 13e · Artin 65e   | Rapport |                                                                   | Spectateurs : 120 Arbitrage : Lotta Vuorio | Spectateurs : 120 Arbitrage : Lotta Vuorio |

| 23 novembre 2023 | Kazakhstan                                                              | 0 - 2   | Israël                                            | Globall Football Park, Telki                 |                                              |
| 13h00            |                                                                         | (0 - 2) | 14e Awad (Sommer ) · 38e Avital (Shtainshnaider ) | Spectateurs : 0 Arbitrage : Simona Ghisletta | Spectateurs : 0 Arbitrage : Simona Ghisletta |
| 13h00            | Kulmagambetova 15e, 81e · Vlassova 25e · Mamyrova 25e · Karazhanova 47e | Rapport | 90+1e Sharabi                                     | Spectateurs : 0 Arbitrage : Simona Ghisletta | Spectateurs : 0 Arbitrage : Simona Ghisletta |

| 4e journée                    | Estonie | 5 - 1   | Arménie                 | A. Le Coq Arena, Tallinn                    |                                             |
| 31 octobre 2023 17h00 (18h00) | ( Treiberg) Tammik 8e · ( Tammik) Treiberg 23e · ( Himanen) Treiberg 38e · ( Tammik) Himanen 76e · ( Lillemäe) Tammik 90+2e | (3 - 0) | 56e Pizlova (Asatryan ) | Spectateurs : 342 Arbitrage : Elena Gobjila | Spectateurs : 342 Arbitrage : Elena Gobjila |
| 31 octobre 2023 17h00 (18h00) | Rapport |         |                         | Spectateurs : 342 Arbitrage : Elena Gobjila | Spectateurs : 342 Arbitrage : Elena Gobjila |

| 26 novembre 2023 | Israël  | 0 - 0 | Kazakhstan | Globall Football Park, Telki             |                                          |
| 13h00            |         |       |            | Spectateurs : 20 Arbitrage : Cansu Tryak | Spectateurs : 20 Arbitrage : Cansu Tryak |
| 13h00            | Rapport |       |            | Spectateurs : 20 Arbitrage : Cansu Tryak | Spectateurs : 20 Arbitrage : Cansu Tryak |

| 5e journée                     | Arménie | 0 - 4   | Israël                                                                   | Armavir Stadium, Armavir                      |                                               |
| 29 novembre 2023 12h00 (15h00) |         | (0 - 0) | 55e Sommer (Workou ) · 67e Beck (Sommer ) · 86e Beck · 90+2e (pen.) Beck | Spectateurs : 150 Arbitrage : Fabienne Michel | Spectateurs : 150 Arbitrage : Fabienne Michel |
| 29 novembre 2023 12h00 (15h00) |         | Rapport | 43e Kuznezov · 54e Selimhodzic                                           | Spectateurs : 150 Arbitrage : Fabienne Michel | Spectateurs : 150 Arbitrage : Fabienne Michel |

| 1er décembre 2023 | Kazakhstan                  | 0 - 1   | Estonie                   | Astana Arena, Astana                       |                                            |
| 15h00 (20h00)     |                             | (0 - 1) | 6e Bannikova (Kubassova ) | Spectateurs : 386 Arbitrage : Kirsty Dowle | Spectateurs : 386 Arbitrage : Kirsty Dowle |
| 15h00 (20h00)     | Aitymova 63e · Berikova 76e | Rapport |                           | Spectateurs : 386 Arbitrage : Kirsty Dowle | Spectateurs : 386 Arbitrage : Kirsty Dowle |

| 6e journée            | Israël                                                                                             | 4 - 1   | Estonie    | Globall Football Park, Telki                    |                                                 |
| 5 décembre 2023 16h00 | ( Shtainshnaider) Beck 3e · ( Shtainshnaider) Elinav 39e · ( Elinav) Beck 47e · ( Sommer) Beck 55e | (2 - 0) | 80e Tammik | Spectateurs : 3 Arbitrage : Maïka Vanderstichel | Spectateurs : 3 Arbitrage : Maïka Vanderstichel |
| 5 décembre 2023 16h00 | Rapport                                                                                            |         |            | Spectateurs : 3 Arbitrage : Maïka Vanderstichel | Spectateurs : 3 Arbitrage : Maïka Vanderstichel |

| 5 décembre 2023 | Kazakhstan                                                                                                | 4 - 1   | Arménie            | Astana Arena, Astana                             |                                                  |
| 16h00 (21h00)   | Myasnikova 40e · ( Kulmagambetova) Gaistenova 48e · ( Kulmagambetova) Myasnikova 58e · Kulmagambetova 71e | (1 - 0) | 68e (csc) Portnova | Spectateurs : 237 Arbitrage : Jurgita Mačikunytė | Spectateurs : 237 Arbitrage : Jurgita Mačikunytė |
| 16h00 (21h00)   | Sovet 75e                                                                                                 | Rapport | 52e Cholakian      | Spectateurs : 237 Arbitrage : Jurgita Mačikunytė | Spectateurs : 237 Arbitrage : Jurgita Mačikunytė |

### Groupe 5
| Rang | Équipe            | Pts | J | G | N | P | Bp | Bc | Diff |  | Résultats (▼ dom., ► ext.) |     |     |     |
| ---- | ----------------- | --- | - | - | - | - | -- | -- | ---- |  | -------------------------- | --- | --- | --- |
| 1    | Kosovo            | 10  | 4 | 3 | 1 | 0 | 10 | 2  | +8   |  | Kosovo                     |     | 5-1 | 3-1 |
| 2    | Bulgarie          | 5   | 4 | 1 | 2 | 1 | 4  | 7  | -3   |  | Bulgarie                   | 0-0 |     | 2-2 |
| 3    | Macédoine du Nord | 1   | 4 | 0 | 1 | 3 | 3  | 8  | -5   |  | Macédoine du Nord          | 0-2 | 0-1 |     |

| 1re journée             | Macédoine du Nord                                                                           | 0 - 1   | Bulgarie                       | Centre d'entraînement Petar Miloševski, Skopje |                                               |
| 22 septembre 2023 15h00 |                                                                                             | (0 - 1) | 4e Stankova ( Yaneva)          | Spectateurs : 200 Arbitrage : Miriama Bočková  | Spectateurs : 200 Arbitrage : Miriama Bočková |
| 22 septembre 2023 15h00 | Kolarovska 34e · Andreevska 50e · Rochi 58e · Shemsovikj 66e · Mustafa 84e · Andonova 90+3e | Rapport | 20e Stankova · 90+3e Dimitrova | Spectateurs : 200 Arbitrage : Miriama Bočková  | Spectateurs : 200 Arbitrage : Miriama Bočková |

| 2e journée                      | Bulgarie    | 0 - 0   | Kosovo                    | Stade Lokomotiv, Plovdiv                       |                                                |
| 26 septembre 2023 17h00 (18h00) |             |         |                           | Spectateurs : 223 Arbitrage : Lovisa Johansson | Spectateurs : 223 Arbitrage : Lovisa Johansson |
| 26 septembre 2023 17h00 (18h00) | Stankova 9e | Rapport | 37e Avduli · 89e Kastrati | Spectateurs : 223 Arbitrage : Lovisa Johansson | Spectateurs : 223 Arbitrage : Lovisa Johansson |

| 3e journée            | Macédoine du Nord         | 0 - 2   | Kosovo                                      | Centre d'entraînement Petar Miloševski, Skopje  |                                                 |
| 27 octobre 2023 13h00 |                           | (0 - 2) | 20e Limani ( Halilaj) · 41e Metaj ( Biqkaj) | Spectateurs : 170 Arbitrage : Michaela Pachtova | Spectateurs : 170 Arbitrage : Michaela Pachtova |
| 27 octobre 2023 13h00 | Petkova 34e · Maksuti 73e | Rapport |                                             | Spectateurs : 170 Arbitrage : Michaela Pachtova | Spectateurs : 170 Arbitrage : Michaela Pachtova |

| 4e journée            | Kosovo                                                         | 3 - 1   | Macédoine du Nord                             | Stade de Fadil Vokrri, Pristina               |                                               |
| 31 octobre 2023 17h00 | Halilaj 7e (pen.) · ( Ramaj) Memeti 14e · ( Memeti) Biqkaj 34e | (3 - 0) | 90e Cokleska                                  | Spectateurs : 300 Arbitrage : Silvia Domingos | Spectateurs : 300 Arbitrage : Silvia Domingos |
| 31 octobre 2023 17h00 | Misini 32e · Ramaj 71e                                         | Rapport | 6e Komnenova · 34e Evtinxhioska · 63e Mustafa | Spectateurs : 300 Arbitrage : Silvia Domingos | Spectateurs : 300 Arbitrage : Silvia Domingos |

| 5e journée              | Kosovo                                                       | 5 - 1   | Bulgarie                     | Stade de Zahir Pajaziti, Podujevo            |                                              |
| 1er décembre 2023 13h00 | ( Biqkaj) Halilaj 39e · Metaj 58e · Uka 71e · Memeti 84e 89e | (1 - 1) | 26e D. Ivanova               | Spectateurs : 120 Arbitrage : Melis Özçiğdem | Spectateurs : 120 Arbitrage : Melis Özçiğdem |
| 1er décembre 2023 13h00 | Kryeziu 60e                                                  | Rapport | 67e Kefalova · 80e Dimitrova | Spectateurs : 120 Arbitrage : Melis Özçiğdem | Spectateurs : 120 Arbitrage : Melis Özçiğdem |

| 6e journée                    | Bulgarie                                 | 2 - 2   | Macédoine du Nord                                            | Stade Lokomotiv, Plovdiv                       |                                                |
| 5 décembre 2023 16h00 (17h00) | ( Popadinova) Zheleva 85e · Rusina 90+5e | (0 - 1) | 11e Rochi ( Andonova) · 62e Maksuti ( Andonova)              | Spectateurs : 252 Arbitrage : Alexandra Collin | Spectateurs : 252 Arbitrage : Alexandra Collin |
| 5 décembre 2023 16h00 (17h00) | Stankova 50e · Shahanska 56e             | Rapport | 37e Petkova · 43e, 71e Kolarovska · 56e Rochi · 84e Dervishi | Spectateurs : 252 Arbitrage : Alexandra Collin | Spectateurs : 252 Arbitrage : Alexandra Collin |

### Accession aux barrages
Les équipes en deuxième position dans chaque groupe de la Ligue C sont classées de la position 1 à la position 5 sur la base du classement général de la Ligue des nations.
En raison de la présence d'un groupe de trois équipes (Groupe 5) dans cette ligue, les résultats contre les équipes classées quatrièmes des quatre premiers groupes (Groupe 1 à 4) ne sont pas pris en compte dans ce classement.
Les équipes classées en position 1 (38e), position 2 (39e) et position 3 (40e) seront qualifiées pour les barrages de promotion en Ligue B, tandis que les deux dernières équipes seront maintenues en Ligue C.
| Rang | Équipe                | Pts | J | G | N | P | Bp | Bc | Diff |
| ---- | --------------------- | --- | - | - | - | - | -- | -- | ---- |
| 38   | Lettonie (Groupe 1)   | 6   | 4 | 2 | 0 | 2 | 9  | 3  | +6   |
| 39   | Monténégro (Groupe 3) | 6   | 4 | 2 | 0 | 2 | 4  | 4  | 0    |
| 40   | Bulgarie (Groupe 5)   | 5   | 4 | 1 | 2 | 1 | 4  | 7  | -3   |
| 41   | Estonie (Groupe 4)    | 4   | 4 | 1 | 1 | 2 | 2  | 9  | -7   |
| 42   | Lituanie (Groupe 2)   | 1   | 4 | 0 | 1 | 3 | 1  | 9  | -8   |

## Classement général
Légende des classements
- Promotion en Ligue B
- Barrages de promotion

| Ligue C | Ligue C           | Ligue C                         | Ligue C | Ligue C | Ligue C | Ligue C | Ligue C | Ligue C | Ligue C | Ligue C | Ligue C |
| Rang    | Nation            | Parcours                        | Gr.     | MJ      | G       | N       | P       | Pts     | Bp      | Bc      | Diff    |
| ------- | ----------------- | ------------------------------- | ------- | ------- | ------- | ------- | ------- | ------- | ------- | ------- | ------- |
| 33e     | Turquie           | Meilleur premier de groupe      | 2       | 4       | 4       | 0       | 0       | 12      | 11      | 0       | +11     |
| 34e     | Malte             | 2e meilleur premier de groupe   | 1       | 4       | 4       | 0       | 0       | 12      | 11      | 1       | +10     |
| 35e     | Israël            | 3e meilleur premier de groupe   | 4       | 4       | 3       | 1       | 0       | 10      | 11      | 1       | +10     |
| 36e     | Kosovo            | 4e meilleur premier de groupe   | 5       | 4       | 3       | 1       | 0       | 10      | 10      | 2       | +8      |
| 37e     | Azerbaïdjan       | 5e meilleur premier de groupe   | 3       | 4       | 3       | 1       | 0       | 10      | 6       | 1       | +5      |
|         |                   |                                 |         |         |         |         |         |         |         |         |         |
| 38e     | Lettonie          | Meilleur deuxième de groupe     | 1       | 4       | 2       | 0       | 2       | 6       | 9       | 3       | +6      |
| 39e     | Monténégro        | 2e meilleur deuxième de groupe  | 3       | 4       | 2       | 0       | 2       | 6       | 4       | 4       | 0       |
| 40e     | Bulgarie          | 3e meilleur deuxième de groupe  | 5       | 4       | 1       | 2       | 1       | 5       | 4       | 7       | -3      |
| 41e     | Estonie           | 4e meilleur deuxième de groupe  | 4       | 4       | 1       | 1       | 2       | 4       | 2       | 9       | -7      |
| 42e     | Lituanie          | 5e meilleur deuxième de groupe  | 2       | 4       | 0       | 1       | 3       | 1       | 1       | 9       | -8      |
|         |                   |                                 |         |         |         |         |         |         |         |         |         |
| 43e     | Luxembourg        | Meilleur troisième de groupe    | 2       | 4       | 1       | 1       | 2       | 4       | 3       | 6       | -3      |
| 44e     | Kazakhstan        | 2e meilleur troisième de groupe | 4       | 4       | 0       | 2       | 2       | 2       | 0       | 3       | -3      |
| 45e     | Macédoine du Nord | 3e meilleur troisième de groupe | 5       | 4       | 0       | 1       | 3       | 1       | 3       | 8       | -5      |
| 46e     | Chypre            | 4e meilleur troisième de groupe | 3       | 4       | 0       | 1       | 3       | 1       | 1       | 6       | -5      |
| 47e     | Andorre           | 5e meilleur troisième de groupe | 1       | 4       | 0       | 0       | 4       | 0       | 0       | 16      | -16     |
|         |                   |                                 |         |         |         |         |         |         |         |         |         |
| 48e     | Géorgie           | Meilleur quatrième de groupe    | 2       | 6       | 1       | 2       | 3       | 5       | 5       | 11      | -6      |
| 49e     | Moldavie          | 2e meilleur quatrième de groupe | 1       | 6       | 0       | 3       | 3       | 3       | 4       | 12      | -8      |
| 50e     | Îles Féroé        | 3e meilleur quatrième de groupe | 3       | 6       | 0       | 0       | 6       | 0       | 1       | 15      | -14     |
| 51e     | Arménie           | 4e meilleur quatrième de groupe | 4       | 6       | 0       | 0       | 6       | 0       | 5       | 25      | -20     |